# 신경 회로
신경 회로(神經回路, 영어: neural circuit)는 활성화될 때 특정 기능을 수행하기 위해 시냅스로 상호 연결된 뉴런 집단이다. 신경 회로는 서로 연결되어 대규모 뇌 네트워크(large-scale brain network)를 형성한다. 생물학적 신경망은 인공 신경망 설계에 영감을 주었지만 인공 신경망은 일반적으로 생물학적 대응물의 엄격한 복제물이 아니다.

## 같이 보기
- 신경로 (nerve tract)
- 신경 경로 (neural pathway)
- 신경얼기 (nerve plexus)